# Jamil Ahmed Khan (político)

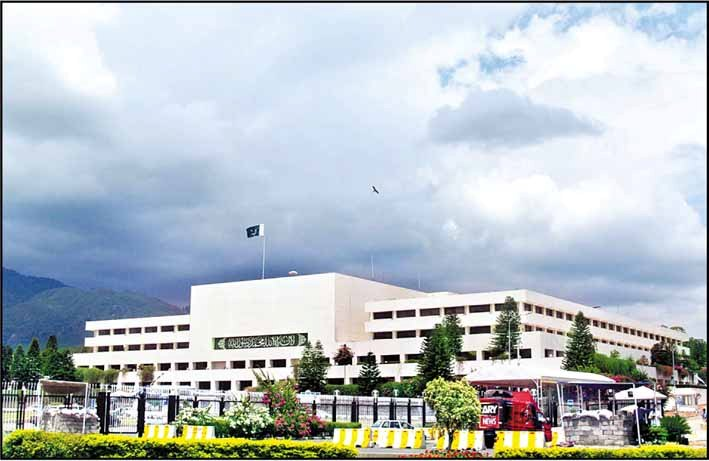
Parlamento em Islamabad

Jamil Ahmed Khan é um político paquistanês que é membro da Assembleia Nacional do Paquistão desde agosto de 2018.

## Carreira política
Ele foi eleito para a Assembleia Nacional do Paquistão pelo círculo NA-237 (Malir-II) como candidato do Movimento Paquistanês pela Justiça nas eleições gerais de 2018 no Paquistão .
Em 27 de setembro de 2018, o primeiro-ministro Imran Khan nomeou-o Secretário Parlamentar Federal para Assuntos Marítimos.